# Kad (groupe)
Pour les articles homonymes, voir Kad.
Kad, ou Kadwaladyr à ses débuts, est un groupe de rock celtique et Musique folk français, originaire de Pontivy. Actif entre 1992 et 2001, leurs groupes expérimentaux étaient essentiellement composés des frères et sœur Mevel, dont Konan Mevel. Leur musique est une fusion progressive entre rock celtique, folk, et jazz, entre autres. Certains membres ont également fait partie du groupe Tri Yann.

## Biographie

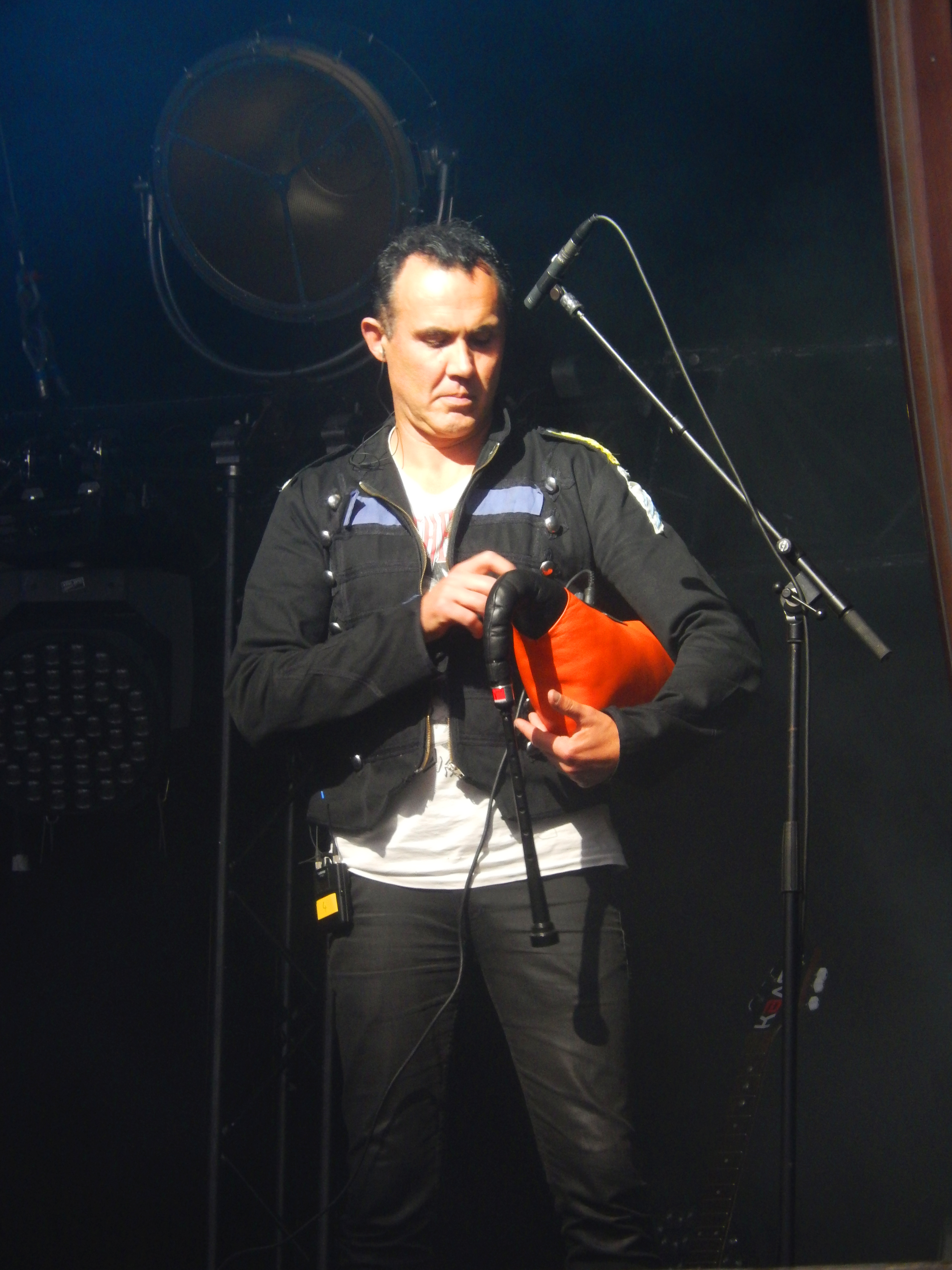
Konan Mevel en 2017.

Dans les années 90, après avoir découvert la musique bretonne au sein de la Kerlenn Pondi, les frères Konan, Gurvan et Gwenhaël Mevel  et leur sœur Bleunwenn Mevel forment le groupe Kadwaladyr. L'orientation musicale du groupe est tournée vers une musique mélangeant rock progressif, folk, world et musique celtique. Le premier album du groupe est Passenger to Is mais est très peu distribué. Un autre enregistrement No Man's Lann est également sorti en cassette audio en petit tirage.
The Last Hero, leur deuxième album, sort en 1995, avec la présence de Nikolaz Davalan (basse)... Le groupe commence à prendre de l’ampleur et est distribué par la maison de disque Musea. Sur l’album, on note la présence de Dan Ar Braz et Gilles Servat notamment. Le 14 août 1995, à Paimpol, Place Gambetta, le groupe joue devant 2 000 personnes en première partie d'Alan Stivell. En 1996, le groupe se produit beaucoup sur scène et en décembre, la tournée passe par Ajaccio, puis en janvier le groupe est programmé au festival Celtic Connections à Glasgow, la première étape d'une tournée en Écosse. 
En 1997, le groupe abrège son nom à KAD (combat en breton) pour sortir son album 18'61 (18 ans et 61 jours). Le titre indique la période en années nécessaire pour que la Lune passe de sa position la plus au nord à celle la plus au sud. Une connaissance déjà détenue par les premières peuplades de l'ouest de l'Europe il y a cinq mille ans, et qui seraient à l'origine de sites mégalithiques tels Carnac ou Stonehenge. C'est un travail musical qui jongle entre musique progressive, celtique, africaine, électronique, funk et jazz. C'est de nouveau en compagnie de Gilles Servat et également Tim Blake (ex-Gong), Gwenhaël Mevel, Olier Le Fresne (guitares), Sandra Mc Kay (Tannas), Joanne Murray et du Chœurs des Iles Lewis, qu'ils évoquent l'histoire de la Bretagne, par la défaite de François II (père d'Anne de Bretagne).
Ensuite le groupe change à nouveau de nom pour devenir Belshama avec un ultime album Afro Gaelic Groove Tribe. De nouveaux musiciens s'ajoutent : Bruno Sabatë (claviers), Frédéric Ganachaud (percussions, steel drum, balafon), Morgane Houdemont (violon), Mickael Seznec (basse), et Julien Guenou.
En 1999, Konan Mevel, le leader du groupe, devient membre à part entière au sein de Tri Yann et Bleunwenn assure l'intérim de Jean-Paul Corbineau en 2000-2001. En 2003 Konan Mevel sort sous le nom de Skilda l'album 13 Dream. Un second album de Skilda plus electro sort en 2007. En 2008, c’est l’album Spas qui voit le jour. Gurvan Mével joue aussi avec Skilda. Konan et Gurvan ont rejoint Michèle Gaurin dans Kohann.

## Membres
- Bleunwenn Mevel — chant
- Konan Mevel — degger midi pipes, synthétiseur à vent, flûtes, didjeridoo, voix
- Gurvan Mevel — batterie, percussions
- Gwenhaël Mevel — flûtes irlandaises
- Olier Ar Fresne — guitares